# Arkadij Timofeevič Averčenko
Arkadij Timofeevič Averčenko, in russo Аркадий Тимофеевич Аверченко? (Sebastopoli, 27 marzo 1881 – Praga, 12 marzo 1925), è stato uno scrittore e commediografo russo.
Dopo la Rivoluzione russa, emigrò in Europa occidentale dove continuò a scrivere racconti, indirizzando la satira sia verso la rivoluzione sia verso gli stessi emigrati russi

## Opere
- Vesëlye ustricy (Le allegre ostriche, 1910)
- Umorističeskie rasskazy (Racconti umoristici, 1910)
- Rasskazy cinika (I racconti di un cinico, 1925)